# Julio Ángel Fernández
Julio Ángel Fernández Alves (Montevideo, 5 aprile 1946) è un astronomo uruguaiano.
Insegna presso l'Università della Repubblica di Montevideo, in Uruguay. Tra i suoi meriti, quello di aver rinnovato l'insegnamento dell'astronomia in Uruguay.

## Contributi scientifici

### Fascia di Kuiper
Nell'articolo On the existence of a comet belt beyond Neptune (Sull'esistenza di una fascia di comete oltre Nettuno) del 1980, Fernández osservò che la frequenza delle comete di corto periodo nel sistema solare interno era troppo elevata perché esse provenissero direttamente dalla Nube di Oort; al contempo suggerì che il dato avrebbe potuto essere spiegato se fosse esistita una fascia di oggetti ghiacciati oltre l'orbita di Nettuno, ad una distanza compresa tra le 35 e le 50 UA dal Sole, già predetta da Gerard Kuiper nei suoi lavori del 1951 e del 1974.
Le previsioni statistiche di Fernández furono successivamente confermate da Martin Duncan, Tom Quinn e Scott Tremaine e condussero in ultimo alla scoperta della fascia di Kuiper. Molti astronomi, tra cui David Jewitt, che nel 1992 scoprì con Jane X. Luu il primo oggetto appartenente alla fascia di Kuiper, ritengono che Fernández meriti maggior credito di chiunque altro (Gerard Kuiper compreso) per averne predetto l'esistenza.
Fernández ha pubblicato numerosi lavori sulla popolazione degli oggetti transnettuniani.

### Definizione di pianeta

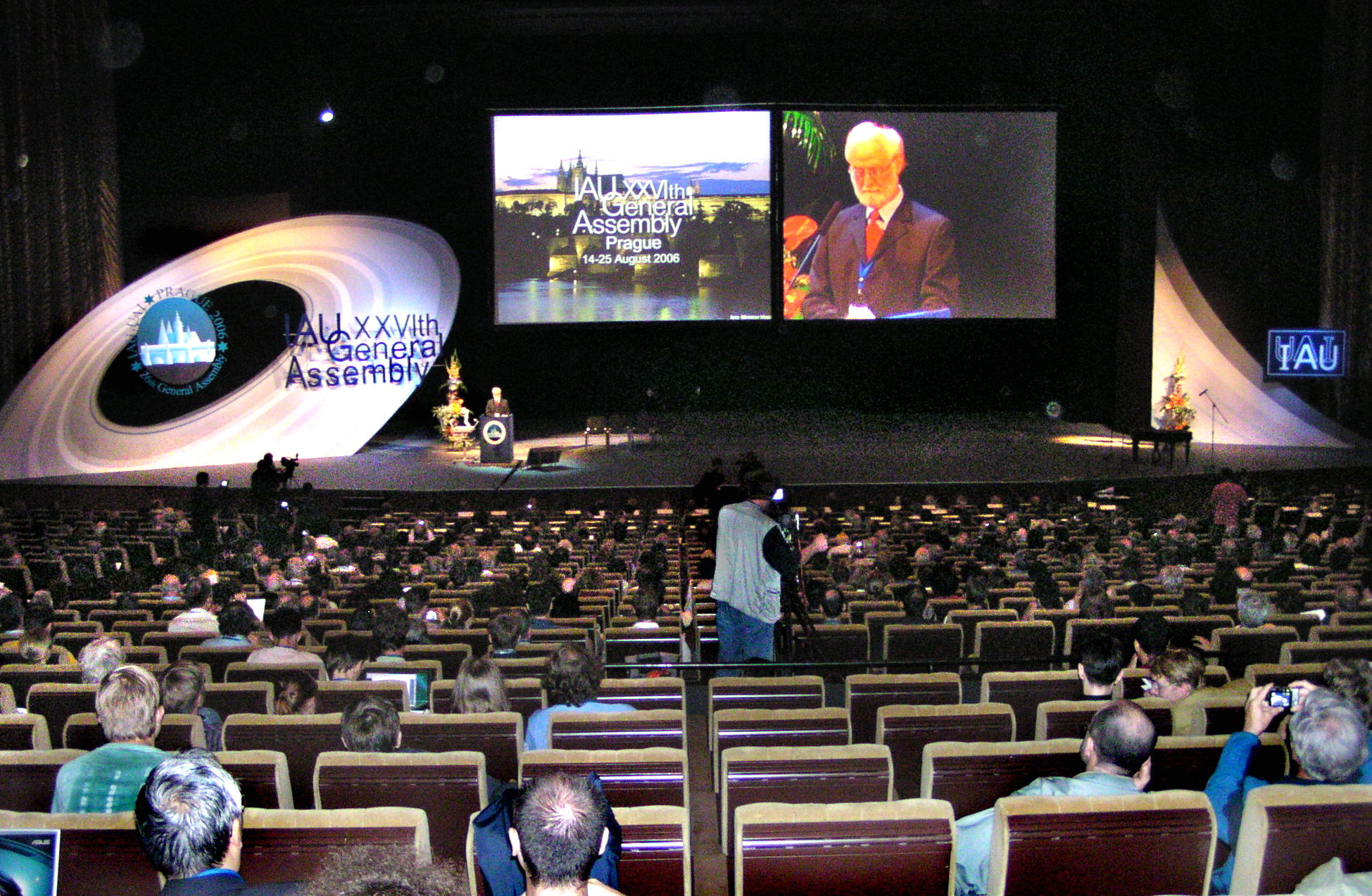
La cerimonia d'apertura della XXVI Assemblea Generale dell'UAI del 2006 a Praga.

Nel 2006, Fernández partecipò, fornendo un contributo determinante, ai lavori della XXVI Assemblea Generale dell'Unione Astronomica Internazionale (International Astronomical Union o IAU), che ebbe luogo a Praga e condusse alla promulgazione della nuova definizione di pianeta.
Negli anni precedenti, la scoperta di numerosi oggetti transnettuniani di dimensioni e massa simili a Plutone (se non addirittura maggiori, come nel caso di Eris) aveva messo in crisi la vecchia definizione di pianeta, rendendo di fatto non più rinviabile una nuova definizione maggiormente rigorosa e più aderente alla nuova realtà che si veniva rivelando.
Nell'ottobre del 2005, un gruppo di 19 membri dell'IAU, presieduto dall'astronomo britannico Iwan Williams, e che lavorava sul tema già dalla scoperta di Sedna nel 2003, aveva definito i tre criteri principali che potevano essere alla base d una nuova definizione di pianeta, e li aveva messi ai voti con il sistema del voto per approvazione.
- Criterio culturale: un pianeta è ciò che abbastanza gente riconosce come tale.

Questa definizione implicava il mantenimento dei nove pianeti conosciuti, tuttavia permetteva anche la definizione di Eris come decimo pianeta, considerando che era più grande di Plutone.
- Criterio strutturale: un pianeta è un corpo grande abbastanza da presentare una forma quasi sferica.

Questa definizione legava lo status di pianeta alla presenza di una forza di gravità tale da far sì che la forma della superficie fosse modellata dall'equilibrio idrostatico: al gruppo dei pianeti in tal caso si sarebbero aggiunti almeno Eris e Cerere.
- Criterio dinamico: un pianeta è un corpo grande abbastanza da imporre ad altri corpi minori di abbandonare la propria orbita.

Questo criterio legava lo status di pianeta al concetto di dominanza orbitale, introdotto da Alan Stern e Harold Levison nel 2000: i pianeti si sarebbero ridotti ad otto, con l'esclusione di Plutone ed Eris.
Tuttavia, constatata la mancanza di un chiaro consenso nel gruppo, il comitato aveva deciso di sottoporre i tre criteri ad un voto più ampio, nell'ambito dell'Assemblea Generale dell'Unione Astronomica Internazionale, che si sarebbe tenuta tra il 14 e il 25 agosto del 2006, a Praga. Fu inoltre formato un altro comitato, presieduto da Owen Gingerich, storico e astronomo emerito all'Università di Harvard e costituito da cinque scienziati più la divulgatrice scientifica Dava Sobel.
Il dibattito, anche fuori dell'ambito scientifico, vide sorgere spontaneamente due schieramenti opposti: coloro che nell'ambito della nuova definizione avrebbero voluto difendere lo status di Plutone, e coloro che ne accettavano un "declassamento".
All'assemblea generale di Praga la prima bozza di proposta fu presentata il 18 agosto dal gruppo di lavoro istituito dall'UAI; era largamente basata sul secondo criterio individuato e proponeva di considerare come pianeta qualunque corpo con una forza di gravità tale da fargli raggiungere la forma di equilibrio idrostatico (ovvero quasi sferica). Secondo la definizione sarebbero stati aggiunti Eris e Cerere alla lista dei pianeti, più Caronte, considerando il suo sistema come un sistema doppio. Fu inoltre individuata una lista di 12 potenziali oggetti candidabili come pianeti, qualora si fosse dimostrata una forma modellata dall'equilibrio idrostatico. Tuttavia, secondo Mike Brown almeno 53 corpi del sistema solare, se non oltre 200, sarebbero potuti rientrare pienamente in tale definizione.
Data l'opposizione di numerosi astronomi a tale risoluzione, Fernández avanzò una proposta alternativa, che risultò maggioritaria all'interno della commissione di studio sul tema, in cui si creava una classificazione intermedia per quegli oggetti sufficientemente grandi da aver assunto una forma sferica, ma non abbastanza da aver ripulito la propria fascia orbitale dalla maggior parte dei planetesimi che vi avevano orbitato dalla formazione del sistema solare a oggi. Escludendo Caronte dalla lista, la nuova proposta assegnava Plutone, Cerere ed Eris alla nuova categoria.
La bozza finale di definizione, che fu presentata all'assemblea il 24 agosto, pur con una forma diversa, riprese quindi in larga parte la proposta di Fernández. Le uniche differenze di rilievo erano rilevabili nel fatto che nella definizione approvata dall'IAU veniva definito come pianeta esclusivamente un corpo celeste che è in orbita intorno al Sole, mentre nella proposta di Fernández si parlava più genericamente di un corpo celeste che non produce energia per mezzo di alcun meccanismo di reazione nucleare. Nella definizione IAU inoltre, Plutone veniva riconosciuto come prototipo di una nuova categoria di oggetti transnettuniani (i plutoidi).
Al voto finale presero parte 424 astronomi presenti all'assemblea, con approvazione a larga maggioranza. La definizione ridefinì la classificazione di pianeta, creando inoltre la nuova classe dei pianeti nani, in cui veniva, tra l'altro "declassato" Plutone.

## Tributi
L'asteroide 5996 Julioangel, scoperto da Edward Bowell nel 1983, è stato così chiamato in suo onore.